# Fort XI Twierdzy Toruń
Fort XI Twierdzy Toruń (dawny Fort V, następnie Grosser Kurfürst, od 1920 roku im. Stefana Batorego) – fort artyleryjski przy ulicy Poznańskiej 152.
Powierzchnia fortu wynosi 4,18 ha.

## Historia
Został zbudowany w latach 1879–1884 z betonu i cegły. Jest to jeden z najstarszych fortów artyleryjskich wchodzących w skład Twierdzy Toruń. Obiekt miał stanowić umocniony punkt oporu na lewobrzeżnej linii obrony miasta Torunia, ogień mógł docierać do Cierpic, Nieszawki i Gniewkowa. Koszt budowy fortu wyniósł 2 191 101 marek niemieckich.
Fort był modernizowany w latach 1889–1893, ok. 1905 i w 1914 roku. W czasie pierwszej modernizacji przykryto sklepienia nad koszarami metrową warstwą betonu, podwyższono wały, by obiekt był odporny na pociski kalibru 150 mm. W roku 1911 otoczono całość drutem kolczastym. Do roku 1922 obiekt stał pusty. Następnie przejęło go Wojsko Polskie, które po powierzchownym remoncie wykorzystywało go jako czasowe kwatery dla wojska, przede wszystkim artylerzystów uczestniczących w ćwiczeniach na poligonie toruńskim.
Podczas II wojny światowej wchodził w skład niemieckiego obozu jenieckiego Stalag XXA. W latach 50. XX wieku fort pozbawiono oskarpowania fosy. Po II wojnie światowej obiekt przejął Polmozbyt, później przeszedł na własność prywatną.
Na ścianach fortu zachowały się rysunki jeńców alianckich.